# حكومة الحاج فاضل
حكومة تشكلت في شرق سورية ومركزها مدينة دير الزور بعد خروج العثمانيين من المنطقة عام 1918، برئاسة الحاج فاضل العبود وسميت باسمه.

## الحاج فاضل عبود
ولد فاضل عبود الحسن في مدينة دير الزور عام 1872، وقد برزت سمات القيادة فيه بشكل واضح منذ نعومة أظفاره وعلى مختلف الصعد، فقد كان ناجحاً في القيادة بعد تسلمه لها على الرغم من أنه لم يتلق تعليماً آنذاك، كما كان له مكانة اجتماعية مرموقة في مدينة دير الزور أهلته لتولي زعامتها وقد ورث هذه المكانة من والده عبود الحسن، وقد عمل الحاج فاضل في التجارة وكان له علاقات تجارية واسعة مع التجار الأتراك والحلبيين كآل العكام والصلاحية ومع أبناء عمومته النجار وآل طيفور في مدينة حماة.
اعتقل الحاج فاضل العبود عدة مرات لمناصرته للقضايا والثورات الوطنية، وحكم عليه بالنفي لمدينة جسر الشغور بعد اتهامه بالإعداد والتحضير للقيام بثورة شعبية ضد الاستعمار الفرنسي، وذلك احتجاجاً على الحملة العسكرية التي قام بها الجيش الفرنسي ضد عشائر البوخابور التي رفضت دفع الضرائب للمستعمر الفرنسي، وكذلك قيام الحاج فاضل العبود بأهانة متصرف دير الزور خليل إسحق الذي كان متعاوناً مع الفرنسيين.
مثّل الحاج فاضل العبود منطقة الفرات في المؤتمر السوري العام المنعقد في أواخر حزيران عام 1919، والذي أعلن في 8 آذار عام 1920 استقلال سورية وقيام المملكة السورية العربية ونصب فيصل ابن الشريف حسين ملكاً عليها، حيث كان الحاج فاضل من أشد المؤيدين لتنصيبه، كما دعي الحاج فاضل العبود لحضور حفل تنصيب فيصل ملكاً على العراق في 23 اب من عام 1921.
توفي الحاج فاضل العبود عام 1936 في مدينة دير الزور ودفن فيها.

## تشكيل الحكومة الأولى
دبت الفوضى في مدينة دير الزور بعد خروج العثمانيين في 6 تشرين الثاني عام 1918 نتيجة غياب السلطة الحكومية، وتعاظم خوف الأهالي في دير الزور من المحيط العشائري الذي يحيط بمدينتهم، فالعشائر اعتادت الغزو والنهب والسلب سواء من بعضهم بعضاً، أو بدخول المدن ونهب البيوت، فكان من الضرورة وجود سلطة قوية تحمي المدينة وأهلها، وهو ما دفع الحج فاضل العبود الذي كان يشغل منصب رئيس البلدية إلى تشكيل حكومته بالمدينة وأوصى إلى شيوخ العشائر في القرى والنواحي المجاورة من أجل المبايعة والوقوف معه، فبايعته جميع العشائر، وكان من أولويات هذه الحكومة ضبط أمور الأمن وتسير شؤون المدينة وعرفت هذه الحكومة لاحقاً باسم «حكومة الحاج فاضل».

واستمرت الحكومة حتى وصول الشريف ناصر ابن عم الأمير فيصل بن الحسين في الأول من كانون الأول من عام 1918 ثم وصول مرعي باشا الملاح في السابع من شهر كانون الأول 1918، حيث انتهت مهمتها وأصبحت دير الزور تابعة للحكومة المركزية في دمشق.

## تشكيل الحكومة الثانية
بعد أحداث معركة ميسلون في 24 تموز عام 1920 واحتلال القوات الفرنسية لدمشق شهدت مدينة دير الزور حالة من الفوضى وانعدام الأمن مما دفع الحاج فاضل العبود لتشكيل حكومته الثانية التي أدت خدمات كبيرة في حماية المدينة والحفاظ على سلامة أهلها بالرغم من إمكاناتها المحدودة، واستمرت هذه الحكومة بعملها حتى 23 تشرين الثاني عام 1920 حيث حلت بقرار من سلطات الإحتلال الفرنسي.

## منجزات حكومة الحاج فاضل
من أهم ما حققته حكومة الحاج فاضل الأولى والثانية:
1. حماية الأعراض والأنفس والممتلكات، وتحقيق الأمن في المنطقة فلم يذكر أن حدثت حالة قتل أو سرقة في تلك الفترة على الرغم من قصر مدتها.
2. منع حدوث حالت انتقام أو تصفية حسابات بعد خروج القوات العثمانية ثم القوات العربية.
3. الالتزام بدفع رواتب الموظفين الحكوميين.